# 佐藤博樹 (経済学者)
佐藤 博樹（さとう ひろき、1959年 - ）は、日本の経済学者・環境学者。北海商科大学商学部教授。博士（地球環境科学）（北海道大学）。

## 経歴
北海学園北見大学商学部卒業。北海道大学大学院農学研究科農業経済学専攻修了後、北海道経済同友会職員。1994年北海学園北見短期大学経営学科専任講師。2001年北海学園北見大学商学部助教授。その後、北海道大学大学院地球環境科学研究科博士課程修了。2006年北海商科大学商学部助教授。2007年北海商科大学商学部准教授。2010年北海商科大学商学部教授。    
この他、北見エコスクール運営委員会副代表や北見市環境会議座長、北見工業大学・道都大学紋別キャンパスの非常勤講師も務めた。

## 研究領域
環境経済学が専門で、GHGが与える経済への影響や低炭素社会、排出権取引、循環型社会、再生可能エネルギーなど幅広く研究対象とする。この他、農業経済学にも精通。

## 主著
- 『持続可能な観光と地域発展へのアプローチ』（共著、泉文堂、1999年）
- 『地方都市圏の今日的課題と戦略』（共著、泉文堂、2005年）
- 『北東アジア地域協調体制の課題』（共著、現代史料出版、2009年）
- 『地域環境共生事業の経済評価 : 少子高齢化地域を事例として』（東出版、2012年）